# Copa América 2011
Copa América 2011, česky též Mistrovství Jižní Ameriky ve fotbale 2011, bylo 43. mistrovství, pořádané fotbalovou asociací CONMEBOL. V hostitelské zemi Argentině bylo na programu 26 zápasů v období od 1. do 24. července roku 2011. Turnaje se účastnily i týmy Kostariky a Mexika, jinak hrající pod hlavičkou asociace CONCACAF. Titul popatnácté v historii získala Uruguay, když ve finále porazila Paraguay 3:0. Kvalifikovala se tak na Konfederační pohár FIFA 2013.

## Účastníci
Turnaje se zúčastnilo všech 10 členských zemí CONMEBOL a navíc dva přizvané týmy – Kostarika a Mexiko. Původně bylo na turnaj pozváno Japonsko, ale kvůli Zemětřesení a tsunami v Tóhoku 2011 se odhlásilo a bylo nahrazeno Kostarikou.
Mexiko, vzhledem ke své nedávné účasti na Zlatém poháru CONCACAF 2011 (Mistrovství Severní Ameriky) nastoupilo s týmem poskládaným z hráčů do 23 let.
| - Argentina (hostitel) - Bolívie - Brazílie (držitel titulu) - Chile | - Kolumbie - Kostarika (host) - Ekvádor - Mexiko (host) | - Paraguay - Peru - Uruguay - Venezuela |

## Stadiony
| Buenos Aires                                                          | Buenos Aires Córdoba Jujuy La Plata Mendoza Salta Santa Fe San Juan | Mendoza                                               |
| --------------------------------------------------------------------- | ------------------------------------------------------------------- | ----------------------------------------------------- |
| Estadio Monumental Antonio Vespucio Liberti                           | Buenos Aires Córdoba Jujuy La Plata Mendoza Salta Santa Fe San Juan | Estadio Malvinas Argentinas                           |
| Kapacita: 57 921                                                      | Buenos Aires Córdoba Jujuy La Plata Mendoza Salta Santa Fe San Juan | Kapacita: 40 268                                      |
| Letecký pohled na stadion Estadio Monumental Antonio Vespucio Liberti | Buenos Aires Córdoba Jujuy La Plata Mendoza Salta Santa Fe San Juan | Letecký pohled na stadion Estadio Malvinas Argentinas |
| Córdoba                                                               | Buenos Aires Córdoba Jujuy La Plata Mendoza Salta Santa Fe San Juan | Salta                                                 |
| Estadio Mario Alberto Kempes                                          | Buenos Aires Córdoba Jujuy La Plata Mendoza Salta Santa Fe San Juan | Estadio Padre Ernesto Martearena                      |
| Kapacita: 55 144                                                      | Buenos Aires Córdoba Jujuy La Plata Mendoza Salta Santa Fe San Juan | Kapacita: 20 408                                      |
| Letecký pohled na stadion Estadio Mario Alberto Kempes                | Buenos Aires Córdoba Jujuy La Plata Mendoza Salta Santa Fe San Juan |                                                       |
| Jujuy                                                                 | Buenos Aires Córdoba Jujuy La Plata Mendoza Salta Santa Fe San Juan | San Juan                                              |
| Estadio 23 de Agosto                                                  | Buenos Aires Córdoba Jujuy La Plata Mendoza Salta Santa Fe San Juan | Estadio del Bicentenario                              |
| Kapacita: 23 000                                                      | Buenos Aires Córdoba Jujuy La Plata Mendoza Salta Santa Fe San Juan | Kapacita: 25 000                                      |
|                                                                       | Buenos Aires Córdoba Jujuy La Plata Mendoza Salta Santa Fe San Juan | Letecký pohled na stadion Estadio del Bicentenario    |
| La Plata                                                              | Buenos Aires Córdoba Jujuy La Plata Mendoza Salta Santa Fe San Juan | Santa Fe                                              |
| Estadio Ciudad de La Plata                                            | Buenos Aires Córdoba Jujuy La Plata Mendoza Salta Santa Fe San Juan | Estadio Brigadier General Estanislao López            |
| Kapacita: 36 000                                                      | Buenos Aires Córdoba Jujuy La Plata Mendoza Salta Santa Fe San Juan | Kapacita: 47 000                                      |
|                                                                       | Buenos Aires Córdoba Jujuy La Plata Mendoza Salta Santa Fe San Juan |                                                       |

## Základní skupiny

### Skupina A
| Tým       | Z | V | R | P | VG | IG | +/- | B |
| --------- | - | - | - | - | -- | -- | --- | - |
| Kolumbie  | 3 | 2 | 1 | 0 | 3  | 0  | +3  | 7 |
| Argentina | 3 | 1 | 2 | 0 | 4  | 1  | +3  | 5 |
| Kostarika | 3 | 1 | 0 | 2 | 2  | 4  | −2  | 3 |
| Bolívie   | 3 | 0 | 1 | 2 | 1  | 5  | −4  | 1 |

| 1. července 2011 21:45 |        |              |                                                                          |
| Argentina              | 1 : 1  | Bolívie      | Estadio Ciudad de La Plata, La Plata rozhodčí: Roberto Silvera (Uruguay) |
| Agüero 75'             | Report | Edivaldo 47' | Estadio Ciudad de La Plata, La Plata rozhodčí: Roberto Silvera (Uruguay) |

| 2. července 2011 15:30 |        |           |                                                             |
| Kolumbie               | 1 : 0  | Kostarika | Estadio 23 de Agosto, Jujuy rozhodčí: Enrique Osses (Chile) |
| A. Ramos 44'           | Report |           | Estadio 23 de Agosto, Jujuy rozhodčí: Enrique Osses (Chile) |

| 6. července 2011 21:45 |        |          |                                                                                           |
| Argentina              | 0 : 0  | Kolumbie | Estadio Brigadier General Estanislao López, Santa Fe rozhodčí: Sálvio Fagundes (Brazílie) |
|                        | Report |          | Estadio Brigadier General Estanislao López, Santa Fe rozhodčí: Sálvio Fagundes (Brazílie) |

| 7. července 2011 19:15 |        |                           |                                                             |
| Bolívie                | 0 : 2  | Kostarika                 | Estadio 23 de Agosto, Jujuy rozhodčí: Carlos Vera (Ekvádor) |
|                        | Report | Martínez 59' Campbell 78' | Estadio 23 de Agosto, Jujuy rozhodčí: Carlos Vera (Ekvádor) |

| 10. července 2011 16:00 |        |         |                                                                                          |
| Kolumbie                | 2 : 0  | Bolívie | Estadio Brigadier General Estanislao López, Santa Fe rozhodčí: Francisco Chacón (Mexiko) |
| Falcao 14', 28' (pen.)  | Report |         | Estadio Brigadier General Estanislao López, Santa Fe rozhodčí: Francisco Chacón (Mexiko) |

| 11. července 2011 21:45        |        |           |                                                                           |
| Argentina                      | 3 : 0  | Kostarika | Estadio Mario Alberto Kempes, Córdoba rozhodčí: Víctor Hugo Rivera (Peru) |
| Agüero 45+1', 52' di María 63' | Report |           | Estadio Mario Alberto Kempes, Córdoba rozhodčí: Víctor Hugo Rivera (Peru) |

### Skupina B
| Tým       | Z | V | R | P | VG | IG | +/- | B |
| --------- | - | - | - | - | -- | -- | --- | - |
| Brazílie  | 3 | 1 | 2 | 0 | 6  | 4  | +2  | 5 |
| Venezuela | 3 | 1 | 2 | 0 | 4  | 3  | +1  | 5 |
| Paraguay  | 3 | 0 | 3 | 0 | 5  | 5  | 0   | 3 |
| Ekvádor   | 3 | 0 | 1 | 2 | 2  | 5  | −3  | 1 |

| 3. července 2011 16:00 |        |           |                                                                      |
| Brazílie               | 0 : 0  | Venezuela | Estadio Ciudad de La Plata, La Plata rozhodčí: Raúl Orosco (Bolívie) |
|                        | Report |           | Estadio Ciudad de La Plata, La Plata rozhodčí: Raúl Orosco (Bolívie) |

| 3. července 2011 18:30 |        |         |                                                                                            |
| Paraguay               | 0 : 0  | Ekvádor | Estadio Brigadier General Estanislao López, Santa Fe rozhodčí: Sergio Pezzotta (Argentina) |
|                        | Report |         | Estadio Brigadier General Estanislao López, Santa Fe rozhodčí: Sergio Pezzotta (Argentina) |

| 9. července 2011 16:00 |        |                                 |                                                                          |
| Brazílie               | 2 : 2  | Paraguay                        | Estadio Mario Alberto Kempes, Córdoba rozhodčí: Wilmar Roldán (Kolumbie) |
| Jádson 38' Fred 89'    | Report | Santa Cruz 54' Haedo Valdez 66' | Estadio Mario Alberto Kempes, Córdoba rozhodčí: Wilmar Roldán (Kolumbie) |

| 9. července 2011 18:30 |        |         |                                                                              |
| Venezuela              | 1 : 0  | Ekvádor | Estadio Padre Ernesto Martearena, Salta rozhodčí: Wálter Quesada (Kostarika) |
| C. González 61'        | Report |         | Estadio Padre Ernesto Martearena, Salta rozhodčí: Wálter Quesada (Kostarika) |

| 13. července 2011 19:15             |        |                                  |                                                                         |
| Paraguay                            | 3 : 3  | Venezuela                        | Estadio Padre Ernesto Martearena, Salta rozhodčí: Enrique Osses (Chile) |
| Alcaraz 33' Barrios 62' Riveros 85' | Report | Rondón 5' Fedor 89' Perozo 90+2' | Estadio Padre Ernesto Martearena, Salta rozhodčí: Enrique Osses (Chile) |

| 13. července 2011 21:45       |        |                  |                                                                           |
| Brazílie                      | 4 : 2  | Ekvádor          | Estadio Mario Alberto Kempes, Córdoba rozhodčí: Roberto Silvera (Uruguay) |
| Pato 28', 61' Neymar 48', 71' | Report | Caicedo 36', 58' | Estadio Mario Alberto Kempes, Córdoba rozhodčí: Roberto Silvera (Uruguay) |

### Skupina C
| Tým     | Z | V | R | P | VG | IG | +/- | B |
| ------- | - | - | - | - | -- | -- | --- | - |
| Chile   | 3 | 2 | 1 | 0 | 4  | 2  | +2  | 7 |
| Uruguay | 3 | 1 | 2 | 0 | 3  | 2  | +1  | 5 |
| Peru    | 3 | 1 | 1 | 1 | 2  | 2  | 0   | 4 |
| Mexiko  | 3 | 0 | 0 | 3 | 1  | 4  | −3  | 0 |

| 4. července 2011 19:15 |        |              |                                                                       |
| Uruguay                | 1 : 1  | Peru         | Estadio del Bicentenario, San Juan rozhodčí: Wilmar Roldán (Kolumbie) |
| Suárez 45'             | Report | Guerrero 23' | Estadio del Bicentenario, San Juan rozhodčí: Wilmar Roldán (Kolumbie) |

| 4. července 2011 21:45 |        |            |                                                                    |
| Chile                  | 2 : 1  | Mexiko     | Estadio del Bicentenario, San Juan rozhodčí: Juan Soto (Venezuela) |
| Paredes 66' Vidal 72'  | Report | Araujo 40' | Estadio del Bicentenario, San Juan rozhodčí: Juan Soto (Venezuela) |

| 8. července 2011 19:15 |        |             |                                                                           |
| Uruguay                | 1 : 1  | Chile       | Estadio Malvinas Argentinas, Mendoza rozhodčí: Carlos Amarilla (Paraguay) |
| Á. Pereira 53'         | Report | Sánchez 64' | Estadio Malvinas Argentinas, Mendoza rozhodčí: Carlos Amarilla (Paraguay) |

| 8. července 2011 21:45 |        |        |                                                                            |
| Peru                   | 1 : 0  | Mexiko | Estadio Malvinas Argentinas, Mendoza rozhodčí: Sergio Pezzotta (Argentina) |
| Guerrero 82'           | Report |        | Estadio Malvinas Argentinas, Mendoza rozhodčí: Sergio Pezzotta (Argentina) |

| 12. července 2011 19:15 |        |      |                                                                           |
| Chile                   | 1 : 0  | Peru | Estadio Malvinas Argentinas, Mendoza rozhodčí: Sálvio Fagundes (Brazílie) |
| Carrillo 90+2' (vl.)    | Report |      | Estadio Malvinas Argentinas, Mendoza rozhodčí: Sálvio Fagundes (Brazílie) |

| 12. července 2011 21:45 |        |        |                                                                      |
| Uruguay                 | 1 : 0  | Mexiko | Estadio Ciudad de La Plata, La Plata rozhodčí: Raúl Orosco (Bolívie) |
| Á. Pereira 14'          | Report |        | Estadio Ciudad de La Plata, La Plata rozhodčí: Raúl Orosco (Bolívie) |

### Žebříček týmů na třetích místech
Nejlepší dva týmy na třetích místech postoupily do čtvrtfinále.
| Skupina | Tým       | Z | V | R | P | VG | IG | +/- | B |
| ------- | --------- | - | - | - | - | -- | -- | --- | - |
| C       | Peru      | 3 | 1 | 1 | 1 | 2  | 2  | 0   | 4 |
| B       | Paraguay  | 3 | 0 | 3 | 0 | 5  | 5  | 0   | 3 |
| A       | Kostarika | 3 | 1 | 0 | 2 | 2  | 4  | −2  | 3 |

## Play off

### Čtvrtfinále
| 16. července 2011 16:00 |                   |                          |                                                                           |
| Kolumbie                | 0 : 2 (po prodl.) | Peru                     | Estadio Mario Alberto Kempes, Córdoba rozhodčí: Francisco Chacón (Mexiko) |
|                         | Report            | Lobatón 101' Vargas 111' | Estadio Mario Alberto Kempes, Córdoba rozhodčí: Francisco Chacón (Mexiko) |

| 16. července 2011 19:15 |                   |          |                                                                                           |
| Argentina               | 1 : 1 (po prodl.) | Uruguay  | Estadio Brigadier General Estanislao López, Santa Fe rozhodčí: Carlos Amarilla (Paraguay) |
| Higuaín 17'             | Report            | Pérez 5' | Estadio Brigadier General Estanislao López, Santa Fe rozhodčí: Carlos Amarilla (Paraguay) |

|                                      |       | Penaltový rozstřel                   |  |
| Messi Burdisso Tévez Pastore Higuaín | 4 : 5 | Forlán Suárez Scotti Gargano Cáceres |  |

| 17. července 2011 16:00 |                   |          |                                                                            |
| Brazílie                | 0 : 0 (po prodl.) | Paraguay | Estadio Ciudad de La Plata, La Plata rozhodčí: Sergio Pezzotta (Argentina) |
|                         | Report            |          | Estadio Ciudad de La Plata, La Plata rozhodčí: Sergio Pezzotta (Argentina) |

|                                      |       | Penaltový rozstřel           |  |
| Elano Thiago Silva André Santos Fred | 0 : 2 | Barreto Estigarribia Riveros |  |

| 17. července 2011 19:15 |        |                             |                                                                    |
| Chile                   | 1 : 2  | Venezuela                   | Estadio del Bicentenario, San Juan rozhodčí: Carlos Vera (Ekvádor) |
| Suazo 70'               | Report | Vizcarrondo 35' Cichero 81' | Estadio del Bicentenario, San Juan rozhodčí: Carlos Vera (Ekvádor) |

### Semifinále
| 19. července 2011 21:45 |        |                 |                                                                      |
| Peru                    | 0 : 2  | Uruguay         | Estadio Ciudad de La Plata, La Plata rozhodčí: Raúl Orosco (Bolívie) |
|                         | Report | Suárez 52', 57' | Estadio Ciudad de La Plata, La Plata rozhodčí: Raúl Orosco (Bolívie) |

| 20. července 2011 21:45 |                   |           |                                                                          |
| Paraguay                | 0 : 0 (po prodl.) | Venezuela | Estadio Malvinas Argentinas, Mendoza rozhodčí: Francisco Chacón (Mexiko) |
|                         | Report            |           | Estadio Malvinas Argentinas, Mendoza rozhodčí: Francisco Chacón (Mexiko) |

|                                         |       | Penaltový rozstřel         |  |
| Ortigoza Barrios Riveros Martínez Verón | 5 : 3 | Maldonado Rey Lucena Fedor |  |

### O 3. místo
| 23. července 2011 16:00               |        |            |                                                                         |
| Peru                                  | 4 : 1  | Venezuela  | Estadio Ciudad de La Plata, La Plata rozhodčí: Wilmar Roldán (Kolumbie) |
| Chiroque 41' Guerrero 63', 89', 90+2' | Report | Arango 77' | Estadio Ciudad de La Plata, La Plata rozhodčí: Wilmar Roldán (Kolumbie) |

### Finále
| 24. července 2011 16:00    |        |          |                                                                                                |
| Uruguay                    | 3 : 0  | Paraguay | Estadio Monumental Antonio Vespucio Liberti, Buenos Aires rozhodčí: Sálvio Fagundes (Brazílie) |
| Suárez 11' Forlán 41', 89' | Report |          | Estadio Monumental Antonio Vespucio Liberti, Buenos Aires rozhodčí: Sálvio Fagundes (Brazílie) |

## Vítěz
| Copa América 2011 Uruguay 15. titul |